# شوگون جیمز کلاول
شوگون جیمز کلاول (انگلیسی: James Clavell's Shōgun) یک بازی ویدئویی تخیلی داستانی تعاملی است که توسط دیوید لیبلینگ نوشته شده و توسط اینفوکام در سال ۱۹۸۹ منتشر شده‌است. این بازی بر اساس شوگون (رمان) اثر جیمز کلیول در سال ۱۹۷۵ ساخته شده‌است و سی و سومین بازی اینفوکام است.